# Château-musée de Gien
Le château-musée de Gien, abrite le musée « Chasse histoire et nature en Val-de-Loire » situé à Gien dans le département français du Loiret en région Centre-Val de Loire.
Il est installé dans le château de Gien et possède le label musée de France.
Le musée a porté successivement les noms de musée de la chasse à tir et de la fauconnerie et de musée international de la chasse.

## Géographie
Le musée de la chasse de Gien est installé dans le château de Gien, dans le département français du Loiret en Centre-Val de Loire, entre la Sologne et la Puissaye.

## Histoire
Lorsque la ville de Gien est en pleine reconstruction après les bombardements de la Seconde Guerre mondiale, Pierre-Louis Duchartre, inspecteur principal des Musées de France, souhaite créer un musée consacré à la chasse et l'installer dans le château de Gien. La thématique de la chasse se justifie par l'emplacement de la ville de Gien entre les forêts des régions naturelles de la Sologne et de la Puisaye qui sont des territoires où la chasse est une tradition ancestrale. Ce nouveau musée devait compléter le musée de Senlis, inauguré en 1935 et centré sur la vénerie.
Le musée de la chasse à tir et de la fauconnerie est inauguré dans le château de Gien en 1952. Il partage la surface du monument avec le palais de Justice de Gien. Le premier conservateur du musée est le peintre animalier français Henri de Linarès.
En 1962, lorsque le palais de Justice est supprimé, le musée est agrandi et occupe la majeure partie de la surface du monument. A cette même période, les collections s'étoffent et il alors est renommé musée international de la chasse.
En mai 1965, le musée ouvre trois nouvelles salles.
En 1972, le musée bénéficie de la donation de la collection des trophées de chasse du résistant et politicien français Claude Hettier de Boislambert.
Le musée obtient le label musée de France au sens de la loi n°2002-5 du 4 janvier 2002.
En 2004, le conseil général du Loiret, déjà propriétaire du château depuis 1823, reprend la gestion du musée à la municipalité de Gien qui le gérait depuis son origine.
Le musée est fermé pour travaux entre novembre 2012 et avril 2017. Les quinze salles du musée sont modernisées grâce à un investissement de 8 950 000 € (7 900 000 € issus du département du Loiret et 1 050 000 € de l’État français)
En juin 2017, une convention est signée entre le département, propriétaire du château et gestionnaire du musée, et la municipalité de Gien, propriétaire de la grande majorité des 15 000 œuvres du musée : le département du Loiret s'engage à assumer les dépenses liées au musée et en contrepartie perçoit les recettes, tandis que la ville de Gien s'engage à participer au coût de la restauration et des acquisitions des œuvres, à hauteur de 20 %.
L'inauguration de la nouvelle muséographie se déroule le 24 juin 2017. L'invité d'honneur est l'ancien président de la République, Valéry Giscard d'Estaing qui avait fait don de ses insignes de chasses présidentielles.

## Description

### Collections
Le musée rassemble des collections qui évoquent différentes techniques de chasse autour de la chasse au vol, de la chasse à courre et de la chasse à tir et présente une collection d'œuvres d'art comprenant des peintures, des tapisseries, des dessins, des animaux naturalisés, des gravures, des sculptures, des céramiques, etc. du XVIe au XXe siècle.

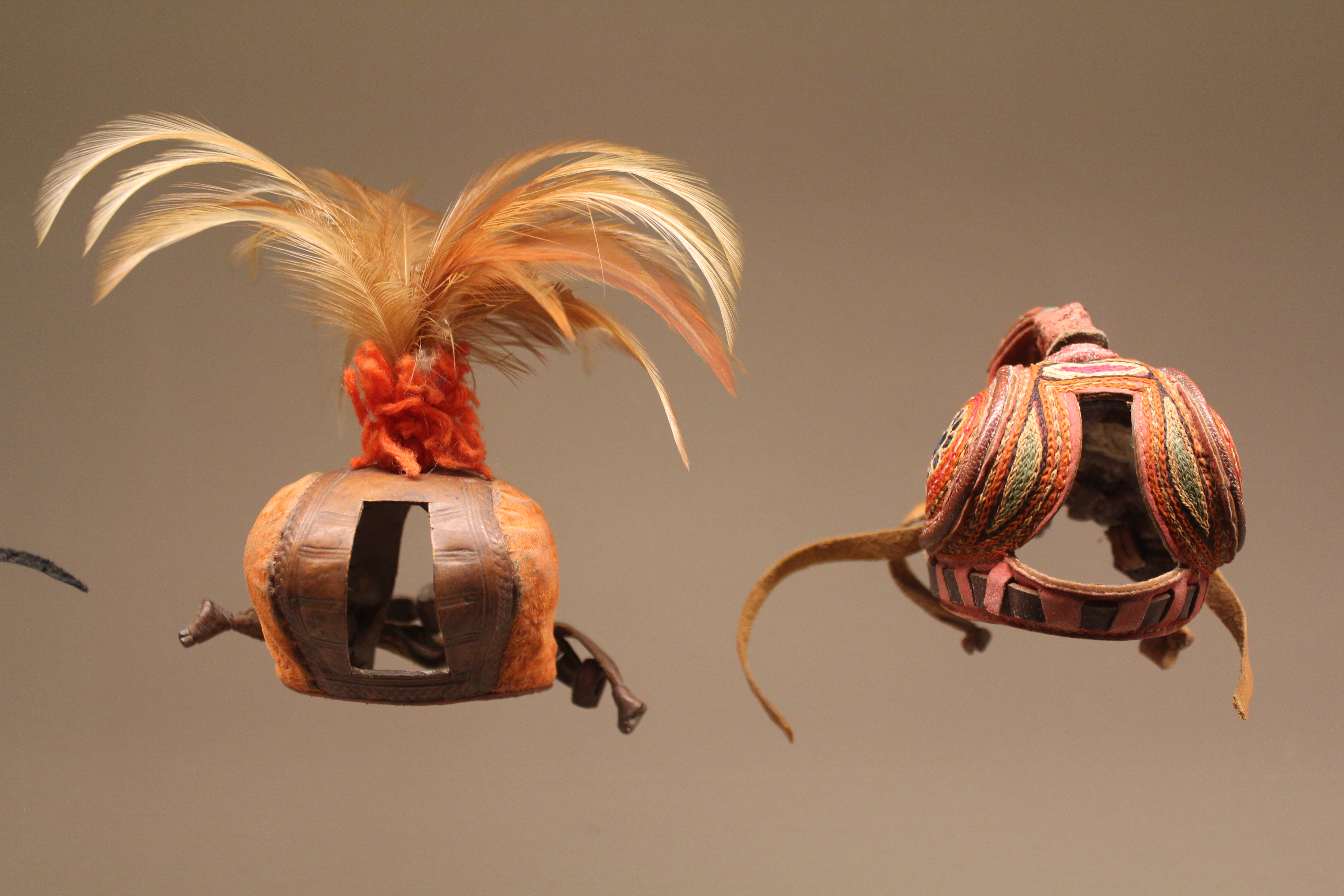
Chaperons

Parmi les œuvres remarquables de ce musée ; un fusil de chasse ayant appartenu à Napoléon III ainsi qu'une sculpture représentant ses chiens ; Une collection de trophées données par Claude Hettier de Boislambert ainsi qu'une partie de celle de François de Grossouvre dont des cerfs naturalisés provenant du domaine de Chambord ; de nombreuses études peintes par Alexandre-François Desportes ainsi qu'une chasse au loup aux dimensions incroyables prêtée par Le Louvre  ; des œuvres de Jean-Baptiste Oudry ; les insignes des chasses présidentielles offertes par Valéry Giscard d'Estaing ; un coffret de Purdey & Sons ; un carré de maison Hermès réalisé par Henri de Linarès.
La première partie du musée retrace l'histoire de la chasse au vol (fauconnerie) grâce à plusieurs objets d'art dont une collection de chaperons, une tapisserie du XVIIe siècle rappelant les chasses pratiquées à la Renaissance ainsi qu'un traité de fauconnerie néerlandais (traduit en français). 

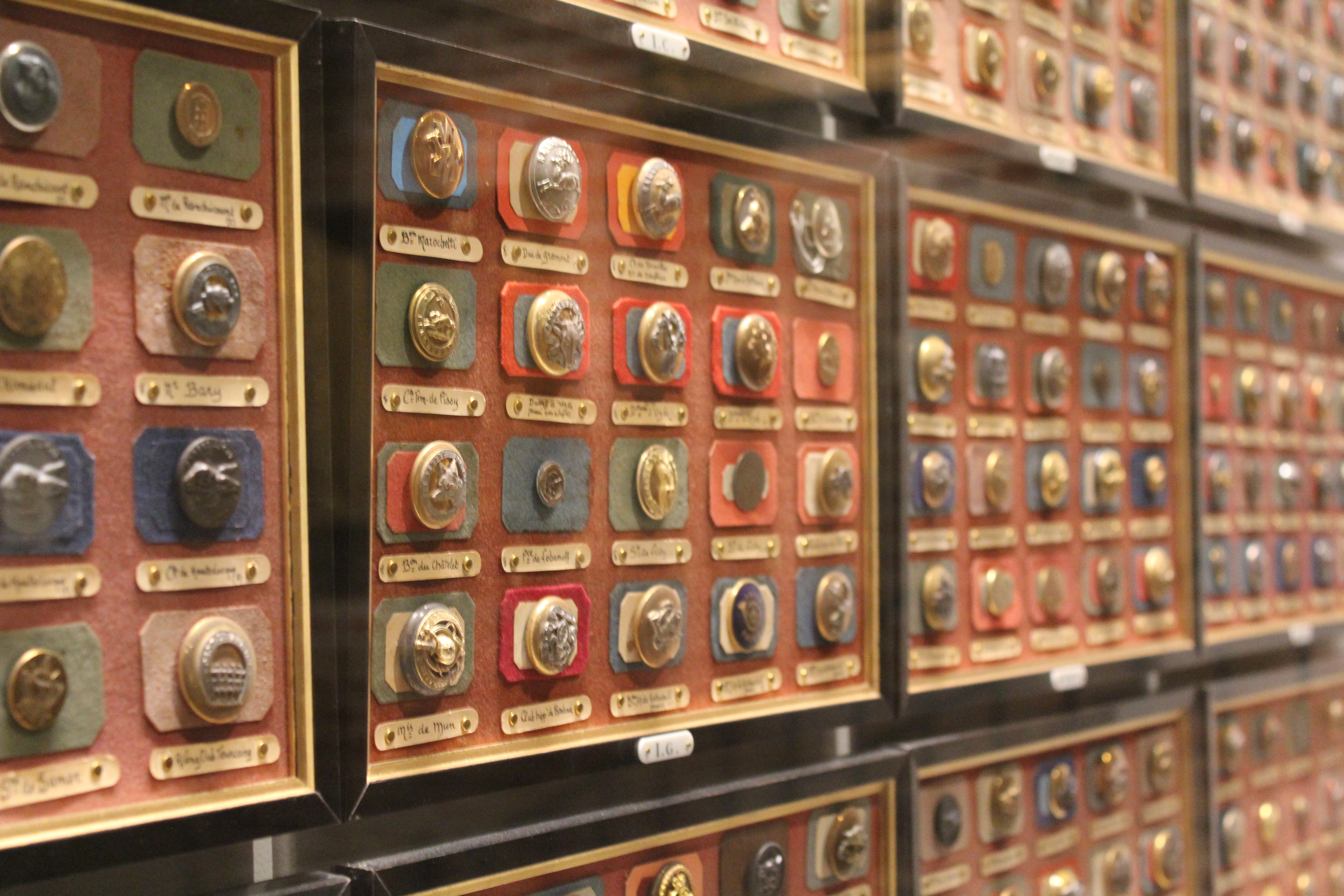
Collection de boutons de vénerie

La seconde partie du musée est consacrée à l'histoire de la chasse à courre. Sont notamment présentés, une collection de plus de 800 boutons de vénerie, un vautrait peint par Jean-Baptiste Oudry célèbre peintre ordinaire de la vènerie royale, sous le règne du roi de France Louis XV. Une salle consacrée aux trompes de chasse permet d'écouter différentes fanfares.    

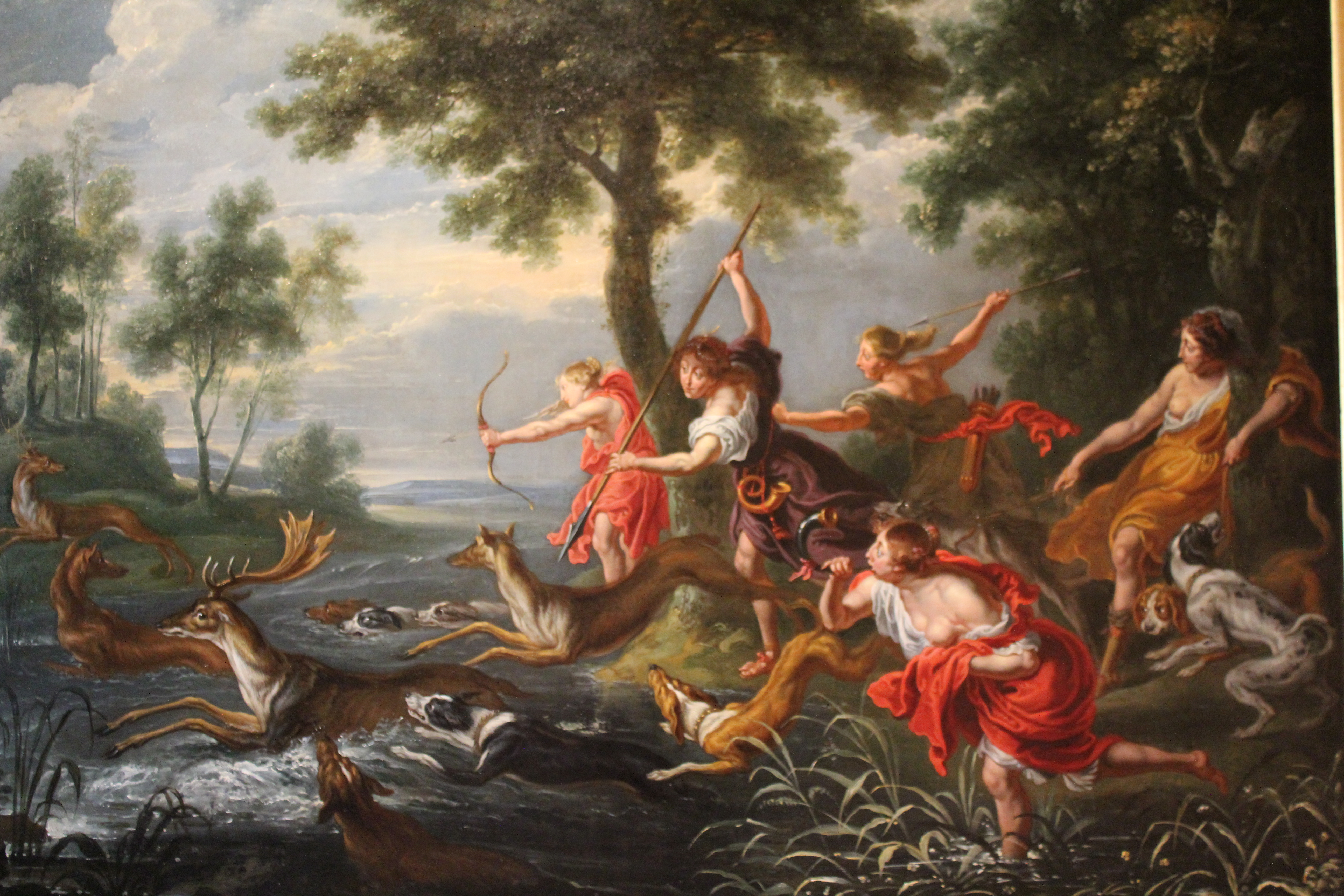
Diane et ses nymphes poursuivant daim, cerf et biche. Willem van Herp (1614-1677). Entre 1639-1663.

La troisième partie du musée aborde la chasse à tir. Parmi les œuvres exposées dans cette partie on peut citer une étude de l'une des chiennes de chasse du roi de France Louis XIV, réalisée par le peintre des chasses et de la meute royale, Alexandre-François Desportes ainsi qu'une collection d'armes dont deux arbalètes allemandes datant du XVIe siècle.
Depuis la restauration du château-musée de Gien en 2017, des tablettes numériques sont installées dans les salles ainsi que des films immersifs.

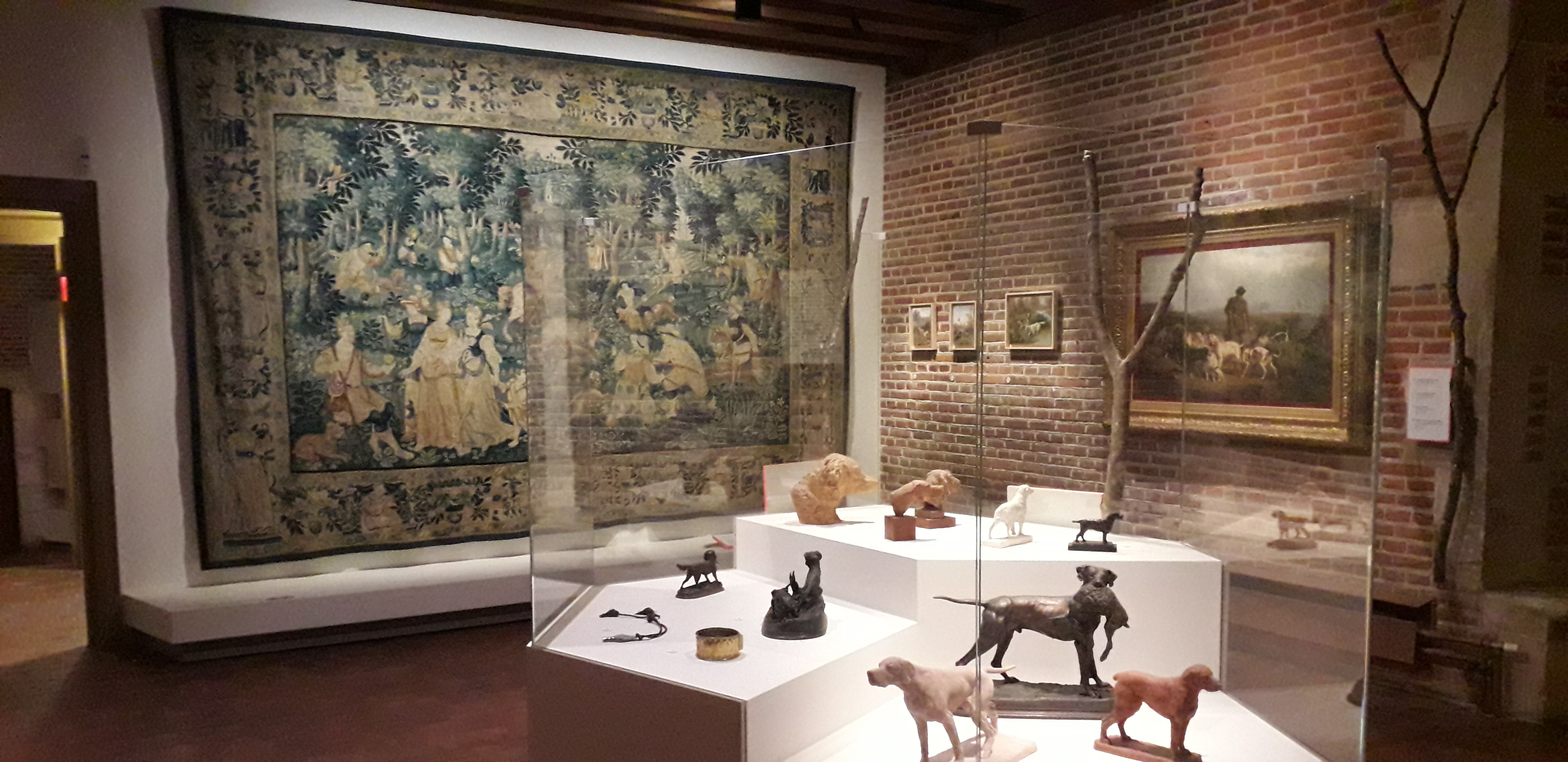

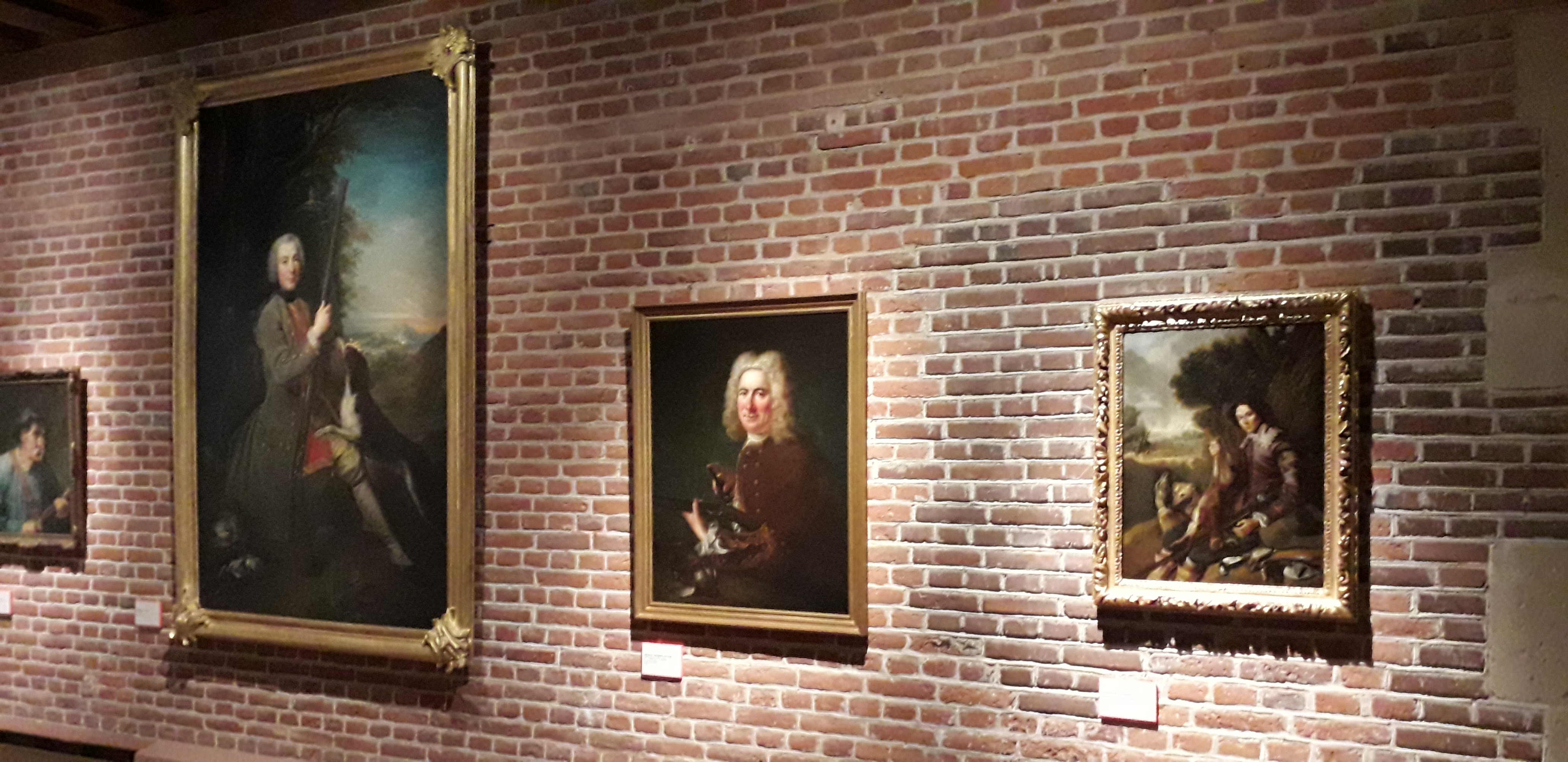

### Expositions temporaires
- Charles-Jean Hallo (1971)[9]
- Karl Reille (1979), la vénerie[10].
- Le loup (1992)[11].
- La chasse au vol au fil des temps (1994)[12].
- Florentin Brigaud, le monde animalier (2019)